# Parostedes tonkinensis
Parostedes tonkinensis är en skalbaggsart som beskrevs av Stefan von Breuning 1977. Parostedes tonkinensis ingår i släktet Parostedes och familjen långhorningar. Inga underarter finns listade i Catalogue of Life.